# Eurhadina warna
Eurhadina warna är en insektsart som beskrevs av Irena Dworakowska 2002. Eurhadina warna ingår i släktet Eurhadina och familjen dvärgstritar. Inga underarter finns listade i Catalogue of Life.